# Arrondissement Nantua
Das Arrondissement Nantua ist eine Verwaltungseinheit des französischen Départements Ain in der Region Auvergne-Rhône-Alpes. Hauptort (Unterpräfektur) ist Nantua.
Es besteht aus fünf Kantonen und 62 Gemeinden.

## Kantone
- Plateau d’Hauteville (mit 7 seiner 26 Gemeinden)
- Nantua
- Oyonnax
- Pont-d’Ain
- Valserhône

## Gemeinden
Die Gemeinden des Arrondissements Nantua sind:
| 1. Apremont (01011)                | 2. Arbent (01014)                 | 3. Béard-Géovreissiat (01170) | 4. Belleydoux (01035)             |
| 5. Bellignat (01031)               | 6. Billiat (01044)                | 7. Bolozon (01051)            | 8. Boyeux-Saint-Jérôme (01056)    |
| 9. Brénod (01060)                  | 10. Brion (01063)                 | 11. Ceignes (01067)           | 12. Cerdon (01068)                |
| 13. Challes-la-Montagne (01077)    | 14. Champfromier (01081)          | 15. Chanay (01082)            | 16. Charix (01087)                |
| 17. Chevillard (01101)             | 18. Condamine (01112)             | 19. Confort (01114)           | 20. Dortan (01148)                |
| 21. Échallon (01152)               | 22. Géovreisset (01171)           | 23. Giron (01174)             | 24. Groissiat (01181)             |
| 25. Injoux-Génissiat (01189)       | 26. Izenave (01191)               | 27. Izernore (01192)          | 28. Jujurieux (01199)             |
| 29. Labalme (01200)                | 30. Lantenay (01206)              | 31. Leyssard (01214)          | 32. Maillat (01228)               |
| 33. Martignat (01237)              | 34. Matafelon-Granges (01240)     | 35. Mérignat (01242)          | 36. Montanges (01257)             |
| 37. Montréal-la-Cluse (01265)      | 38. Nantua (01269)                | 39. Neuville-sur-Ain (01273)  | 40. Les Neyrolles (01274)         |
| 41. Nurieux-Volognat (01267)       | 42. Outriaz (01282)               | 43. Oyonnax (01283)           | 45. Peyriat (01293)               |
| 45. Plagne (01298)                 | 46. Le Poizat-Lalleyriat (01204)  | 47. Poncin (01303)            | 48. Pont-d’Ain (01304)            |
| 49. Port (01307)                   | 50. Priay (01314)                 | 51. Saint-Alban (01331)       | 52. Saint-Germain-de-Joux (01357) |
| 53. Saint-Jean-le-Vieux (01363)    | 54. Saint-Martin-du-Frêne (01373) | 55. Samognat (01392)          | 56. Serrières-sur-Ain (01404)     |
| 57. Sonthonnax-la-Montagne (01410) | 58. Surjoux-Lhopital (01215)      | 59. Valserhône (01033)        | 60. Varambon (01430)              |
| 61. Vieu-d’Izenave (01441)         | 62. Villes (01448)                |                               |                                   |

## Neuordnung der Arrondissements 2017

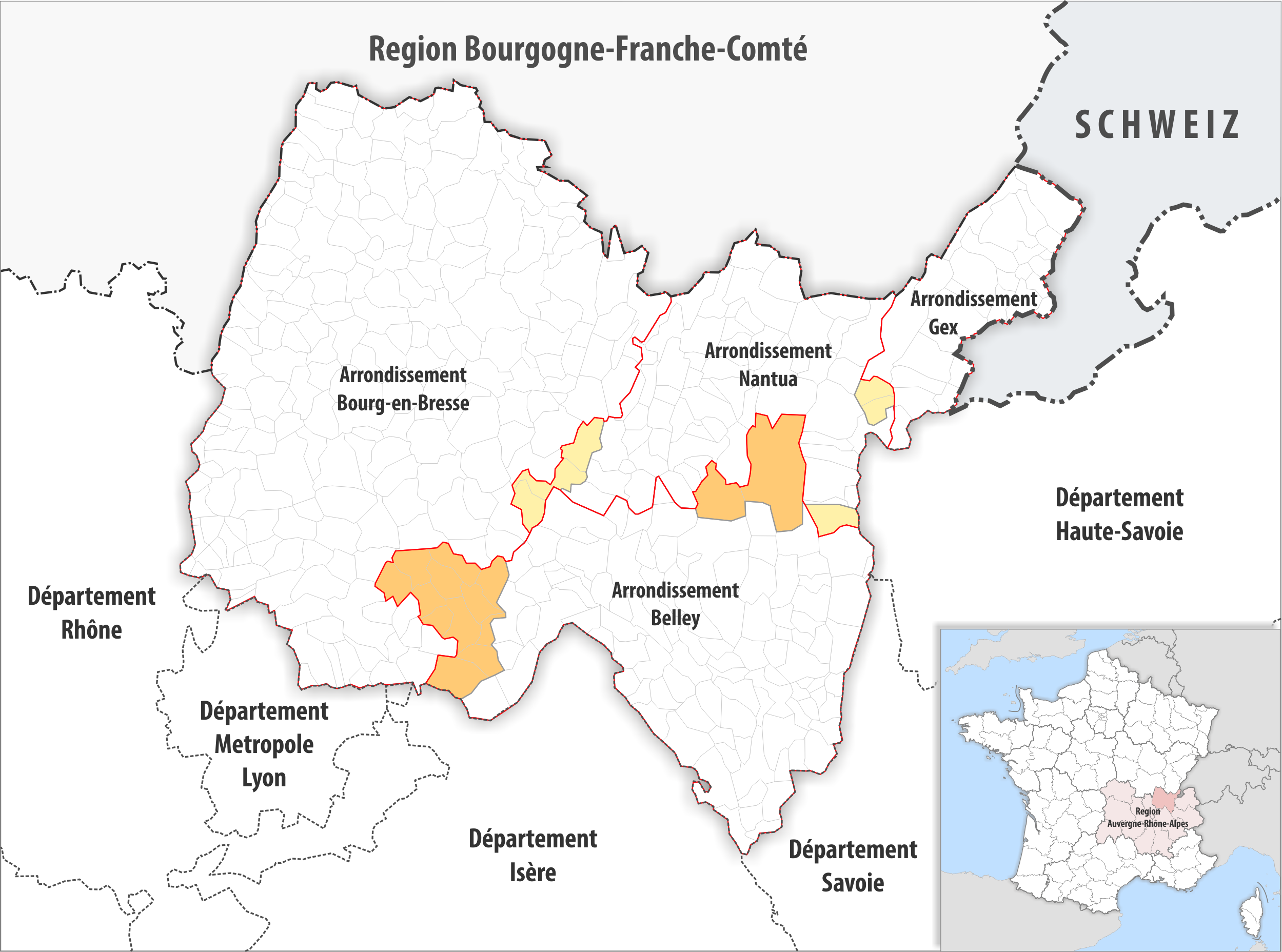
Arrondissementsanpassungen im Jahr 2017

Durch die Neuordnung der Arrondissements im Jahr 2017 wurden die zwei Gemeinden Confort und Lancrans aus dem Arrondissement Gex, die Gemeinde Chanay aus dem Arrondissement Belley sowie die vier Gemeinden Neuville-sur-Ain, Pont-d’Ain, Priay und Varambon aus dem Arrondissement Bourg-en-Bresse dem Arrondissement Nantua zugewiesen. Die zwei Gemeinden Champdor-Corcelles und Haut Valromey wurden aus dem Arrondissement Nantua dem Arrondissement Belley zugewiesen.

## Ehemalige Gemeinden seit der landesweiten Neuordnung der Kantone
- Bis 2018: Surjoux, Lhôpital, Bellegarde-sur-Valserine, Châtillon-en-Michaille und Lancrans
- Bis 2015: Champdor, Corcelles, Le Grand-Abergement, Hotonnes, Lalleyriat, Le Petit-Abergement, Le Poizat

Koordinaten: 46° 8′ N, 5° 35′ O